# Рей Мистерио
О́скар Гутье́ррес (исп. Óscar Gutiérrez); род. 11 декабря 1974 года) — американский рестлер мексиканского происхождения, известный под именем Рей Мисте́рио (англ. Rey Mysterio), в данный момент выступающий в WWE на бренде SmackDown, где является лидером группировки «Латиноамериканский мировой порядок».
Мистерио считается одним из самых влиятельных рестлеров всех времен, ему приписывают популяризацию рестлинга в полутяжёлом весе.
Племянник Рея Мистерио-старшего, Мистерио начал карьеру рестлера в 1989 году, в возрасте 14 лет, а в 1992 году подписал контракт с Asistencia Asesoría y Administración (AAA). После короткого периода выступлений в Extreme Championship Wrestling (ECW), Мистерио перешел в World Championship Wrestling (WCW) в 1996 году. В WCW Мистерио способствовал популяризации луча либре в США, что привело к появлению дивизионов рестлинга в полутяжёлом весе. В 2002 году присоединился к World Wrestling Entertainment (WWE).
Чемпион WWE, двукратный чемпион мира в тяжёлом весе, победитель «Королевской битвы» (2006), чемпион Тройной Короны и Большого шлема в WWE.
Покинул WWE в 2015 году и выступал в New Japan Pro-Wrestling (NJPW) и AAA, после чего вернулся в WWE в 2018 году, дважды выиграв титул чемпиона Соединённых Штатов и один раз титул командного чемпиона WWE SmackDown со своим сыном Домиником. Член Зала славы WWE с 2023 года.

## Карьера в рестлинге

### Дебют (1989—1992)
Гутьеррес дебютировал в Мексике 30 апреля 1989 года, когда ему было 14 лет. Его тренировал его дядя — Рей Мистерио-старший, и с раннего возраста он освоил стиль луча либре, который стал его визитной карточкой. Он выступал под именами La Lagartija Verde (рус. Зеленая ящерица) и Colibrí (рус. Колибри), прежде чем его дядя дал ему имя Рей Мистерио-младший (рус. Король таинственности). В 1991 году Мистерио получил награду «Самый прогрессирующий рестлер» в Мексике.

### Asistencia Asesoría y Administración (1992—1995)
На Asistencia Asesoría y Administración (AAA) дебютировал в 1992. Враждовал с Ювентудом Геррерой. В результате этой вражды произошёл семейный командный матч: Мистерио-старший и Мистерио-младший бились против Ювентуда и его отца Фуерзы Герреры.

### Extreme Championship Wrestling (1995—1996)
Рей подписал контракт с ECW в 1995 году. Он дебютировал в сентябре на шоу Gangstas Paradise, победив Психоза, который также дебютировал в ECW. Между ними началась вражда, которая включала в себя матч «Две победы из трёх» и «Мексиканский матч смерти». В начале 1996 года Мистерио также провел серию матчей с Ювентудом Геррерой. Он провел свой последний бой в ECW на шоу Big Ass Extreme Bash в марте 1996 года.

### World Championship Wrestling (1996—2001)

#### Дивизион в полутяжёлом весе (1996—1998)
Мистерио дебютировал в World Championship Wrestling (WCW) 16 июня 1996 года на шоу The Great American Bash, бросив вызов Дину Маленко за титул чемпиона WCW в полутяжёлом весе, но проиграл. В июле на шоу Bash at the Beach он победил своего давнего соперника Психоза в матче за претендентство на титул чемпиона WCW в полутяжёлом весе. На следующий день, 8 июля, на Monday Nitro он победил Маленко и завоевал свой первый титул чемпиона WCW в полутяжёлом весе. Он был чемпионом в течение трёх месяцев, в течение которых защищал титул против таких рестлеров, как Последний Дракон, Дин Маленко и Супер Кало, прежде чем проиграл титул Маленко на шоу Halloween Havoc 1996. После проигрыша титула Мистерио бросил вызов Последнему Дракону за титул чемпиона J-Crown, но не смог выиграть его в матче на шоу World War 3.
В начале 1997 года Мистерио враждовал с Принцем Яукеа за титул телевизионного чемпиона мира WCW. Мистерио потерпел поражение в матче за титул на SuperBrawl VII после того, как на него напал Лорд Стивен Ригал. Мистерио также проиграл матч-реванш за титул на Uncensored 1997 в марте. Вскоре Мистерио начал вражду с «Новым мировым порядком» (nWo), кульминацией которой стало поражение на шоу Road Wild в «Мексиканском матче смерти» члену nWo — Коннану. Затем Мистерио вступил во вражду со своим другом и чемпионом WCW в полутяжёлом весе Эдди Герреро. Он победил Герреро в матче «Титул против маски» на Halloween Havoc и во второй раз завоевал титул чемпиона в полутяжёлом весе. 10 ноября 1997 года на Monday Nitro он проиграл титул Герреро. На World War 3 состоялся матч-реванш, который Мистерио также проиграл.
На WCW Thunder от 15 января 1998 года Мистерио победил Ювентуда и завоевал свой третий титул чемпиона в полутяжёлом весе, но через девять дней проиграл его Крису Джерико на Souled Out. После матча Джерико продолжил избиение, используя ящик с инструментами, который он нашел у ринга. Эта сюжетная линия была использована для того, чтобы прикрыть необходимость операции на колене Мистерио, из-за которой он не выходил на ринг в течение шести месяцев. Его возвращение состоялось на Bash at the Beach, где он победил Джерико и завоевал свой четвёртый титул. Однако на следующий день результат был отменен и пояс вернулся к Джерико из-за вмешательства Дина Маленко. Позже в том же году Эдди Герреро сформировал мексиканскую группировку, известную как «Латиноамериканский мировой порядок» (LWO), в которую вошли почти все лучадоры WCW. Мистерио постоянно отказывался вступать в LWO и враждовал с Герреро и другими её членами, но в конце концов был вынужден присоединиться к ним после того, как проиграл матч Герреро. Во время вражды с LWO к нему присоединился Билли Кидман. Мистерио помог Кидману победить Ювентуда в борьбе за чемпиона WCW в полутяжёлом весе на World War 3. Мистерио выступил против Кидмана на Starrcade, но не смог вернуть титул.

#### Убийца гигантов и снятие маски (1998—1999)

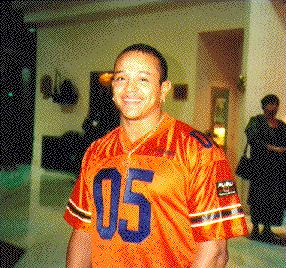
Рей Мистеро без маски в 1999 году.

В 1999 году, после того как две фракции nWo реформировались, они потребовали, чтобы LWO распустилась. Мистерио отказался и в результате подвергся нападению со стороны nWo. Это привело к матчу на SuperBrawl IX, где Мистерио и Коннан проиграли матч «Волосы против маски» против Кевина Нэша и Скотта Холла, что вынудило Мистерио снять маску. После матча он позвонил своему дяде, чтобы сообщить ему эту новость. Мистерио публично выразил свое разочарование тем, что с него сняли маску:
Я был категорически против! Я не думаю, что WCW понимала, что значит маска для меня, для моих фанатов и для моей семьи. Это был очень плохой шаг с их стороны. Фанаты хотели видеть Рея Мистерио в маске, и потеря этой маски причинила мне огромную боль. Также обидно, что это произошло не в кульминации вражды с другим рестлером в маске, а в проходном матче. То же самое произошло с Ювентудом и Психозом, и с психологической точки зрения это был плохой ход со стороны Эрика Бишоффа. Думаю, фанаты понимают, что я был в положении, когда у меня не было выбора. Я должен был либо снять маску, либо потерять работу.
Позже Мистерио стал «убийцей гигантов», победив таких крупных противников, как Кевин Нэш, Бам Бам Бигелоу и Скотт Нортон. Он встретился с Нэшем на Uncensored в матче, где Лекс Люгер вмешался и помог Нэшу выиграть матч. Хотя он участвовал в нескольких заметных матчах с некоторыми из ведущих рестлеров тяжелого веса, ему ясно дали понять, что он никогда не получит толчок к тому, чтобы стать главным действующим лицом компании. Это было связано с тем, что Эрик Бишофф использовал полутяжеловесов в качестве альтернативного развлечения в середине шоу, в противовес более традиционному стилю, который был основным в WCW.
15 марта на Monday Nitro он победил Билли Кидмана и выиграл свой четвёртый титул чемпиона WCW в полутяжёлом весе. 22 марта на Monday Nitro Мистерио получил свой первый шанс сразиться за титул чемпиона мира в тяжелом весе в матче против Рика Флэра, когда имена почти всех рестлеров компании были брошены в шляпу и проведена лотерея. Победителем лотереи стал Эль Денди, но он был травмирован, и вместо него шанс получил Мистерио. Матч закончился победой Флэра по дисквалификации, несмотря на то, что вмешательство Арна Андерсона со стороны Флэра теоретически должно было дисквалифицировать самого Флэра. На следующей неделе Мистерио и Кидман объединились и победили товарищей Флэра по «Четырём всадникам» Криса Бенуа и Дина Маленко, выиграв командное чемпионство мира WCW, сделав Мистерио двойным чемпионом. Мистерио успешно защитил свой титул чемпиона WCW в полутяжёлом весе против своего партнера по команде Кидмана на Spring Stampede 1999, но затем проиграл титул на Monday Nitro 19 апреля Психозу. В следующем выпуске Monday Nitro он победил Психоза и вернул титул назад. На Slamboree Мистерио и Кидман проиграли командный титул Рейвену и Перри Сатурну.

#### «Солдаты без границ» и «Грязные животные» (1999—2001)
В середине 1999 года Мистерио и Коннан присоединились к команде Мастера Пи «Солдаты без границ» и начали враждовать с The West Texas Rednecks. На The Great American Bash они победили членов «Реднеков» Курта Хеннига и Бобби Данкума-младшего в командном матче. На Bash at the Beach они победили «Реднеков» в командном матче четыре на четыре, когда Мистерио удержал Хеннига. После ухода Мастера Пи из WCW Мистерио вместе с Эдди Герреро и Билли Кидманом сформировал группировку под названием «Грязные животные», став при этом отрицательным персонажем. Это единственный подобный период в карьере Мистерио. Вскоре эти три рестлера начали вражду с группировкой «Дэд пул». «Грязные животные» победили «Дэд пул» на Road Wild и на Fall Brawl. На эпизоде Thunder от 19 августа Мистерио проиграл титул чемпиона WCW в полутяжёлом весе Ленни Лейну.
18 октября 1999 года на Monday Nitro Мистерио и Коннан объединились, чтобы победить «Гарлем Хит» и выиграть титул командных чемпионов мира. Мистерио, однако, получил травму во время матча и в результате выбыл из игры. Билли Кидман заменил Мистерио и объединился с Коннаном для защиты титула. Мистерио вернулся в начале 2000 года и присоединился к фракции «Новая кровь» в противостоянии с «Клубом миллионеров». 14 августа 2000 года на Monday Nitro Мистерио и Ювентуд победили Великого Муту и Вампиро и завоевали титул командных чемпионов мира. Они были лишены титула после того, как Эрнест Миллер победил Диско Инферно с условием, что если он победит, то Мистерио и Геррера будут лишены титула. Осенью 2000 года «Грязные животные» враждовали с «Прирожденными триллерами».
В начале 2001 года «Грязные животные» враждовали с «Командой Канады», которой они проиграли на шоу Sin. Мистерио безуспешно бросил вызов Чаво Герреро-младшему за титул чемпиона WCW в полутяжёлом весе. Кидман и Мистерио участвовали в турнире для вновь созданных титулов командных чемпионов WCW в полутяжёлом весе и вышли в финальный раунд, где проиграли Эликсу Скипперу и Киду Ромео. На финальном выпуске Monday Nitro 26 марта они победили Скиппера и Ромео в матче-реванше и завоевали новый титул. После этого WCW был продан World Wrestling Federation (WWF).

### Consejo Mundial de Lucha Libre и независимые промоушены (2001—2002)
После закрытия WCW Мистерио вернулся в Мексику. Он впервые выступил в Consejo Mundial de Lucha Libre (CMLL), дебютировав в командном матче восьми человек. До возвращения в США Мистерио провел в CMLL в общей сложности 10 матчей.
После возвращения в США он работал в IWA Mid-South, Xcitement Wrestling Federation и Heartland Wrestling Association с такими рестлерами, как Эдди Герреро и Си Эм Панк. В начале 2002 года Мистерио отправился в Пуэрто-Рико в World Wrestling Council и боролся с Эдди Колоном за титул чемпиона мира WWC в младшем тяжелом весе.

### World Wrestling Entertainment / WWE

#### Чемпион в первом тяжёлом весе (2002—2004)
В июне 2002 года Мистерио подписал контракт с World Wrestling Entertainment (WWE), и в эфир начали выходить проморолики, в которых рекламировался его дебют. Из его имени убрали «младший» и стали называть просто Рей Мистерио. По настоянию Винса Макмэна Мистерио согласился снова носить маску. Хотя это возмутило фанатов луча либре в Мексике, поскольку нарушало традиции, Мистерио все же получил разрешение от официальной комиссии луча либре, поскольку он не потерял свою маску в традиционном матче «Маска против маски».
Совершил дебют на SmackDown 25 июля, победив Чаво Герреро. Затем начал вражду с Куртом Энглом, которая завершилась победой Энгла на SummerSlam. После этого объединился в команду с Эджем. Они проиграли Курту Энглу и Крису Бенуа в финале турнира на No Mercy, матч был признан матчем года по версии Wrestling Observer Newsletter. 7 ноября Мистерио и Эдж победили Энгла и Бенуа в матче «Две победы из трёх» и выиграли титул командных чемпионов WWE.
6 марта 2003 года на SmackDown! Мистерио победил Таджири и Джейми Нобла и получил шанс на чемпионство WWE в первом тяжёлом весе. На WrestleMania XIX он бросил вызов чемпиону Мэтту Харди, но проиграл после вмешательства Шеннона Мура. 5 июня на SmackDown! Мистерио победил Мэтта Харди и стал чемпионом WWE в первом тяжёлом весе. Проиграл титул Таджири 25 сентября на SmackDown!.
Три месяца спустя, 1 января 2004 года на SmackDown! Мистерио победил Таджири и завоевал свой второй титул чемпиона WWE в первом тяжёлом весе. После успешной защиты титула против Джейми Нобла на Royal Rumble, Мистерио проиграл титул Чаво Герреро на No Way Out в феврале. 17 июня на SmackDown! Мистерио победил Чаво Классика и завоевал рекордный третий титул чемпионом WWE в первом тяжёлом весе. Он успешно защитил титул против сына Чаво Классика — Чаво Герреро на The Great American Bash. Проиграл титул Спайку Дадли 29 июля на SmackDown!. В декабре 2004 года Мистерио в команде с Робом Ван Дамом стал командным чемпионом WWE.

#### Альянс и вражда с Эдди Герреро (2005)

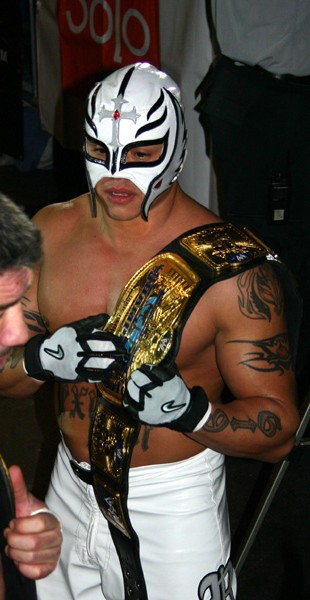
Рей Мистерио с титулом командного чемпиона WWE.

Проиграли титул Братьям Бэшамам 13 января 2005 года на SmackDown!. Затем Мистерио объединился с Эдди Герреро, чтобы выиграть титул командных чемпионов WWE на No Way Out у Бэшамам. В отступление от традиционных правил новые чемпионы не стали защищать свой титул на WrestleMania 21, а вместо этого провели матч друг против друга, который выиграл Мистерио. Два месяца спустя, на ECW One Night Stand, Мистерио впервые за почти пять лет встретился с давним соперником Психозом и победил его.
Матч на WrestleMania был частью сюжетной линии, в которой Герреро ополчился на Мистерио. Герреро и Мистерио начали враждовать, Герреро угрожал раскрыть секрет, касающийся сына Мистерио Доминика. Позже Герреро рассказал, что, по сюжету, он был биологическим отцом Доминика. По сюжету, Герреро знал, что у Мистерио были проблемы с созданием семьи, поэтому Герреро оставил Доминика в младенчестве на воспитание Мистерио и его жене Энджи. В последующие недели Герреро угрожал взять Доминика под опеку, составлял документы на опекунство и поручил своему адвокату представить их Мистерио. На SummerSlam Мистерио победил Герреро в матче с лестницами за право опеки над Домиником. Их вражда закончилась, когда Герреро одержал победу над Мистерио в матче в стальной клетке 9 сентября на SmackDown!. 13 ноября 2005 года Эдди Герреро был найден мертвым в своем гостиничном номере в Миннеаполисе, Миннесота. В тот же день Мистерио произнес эмоциональную речь о Герреро и в знак уважения снял маску (хотя он опустил голову, чтобы никто не видел его лица). Позже вечером Мистерио победил Шона Майклза. После матча Майклз и Мистерио обнялись на ринге, и Мистерио поднял голову к небу, плача в память о Герреро.

#### Чемпион мира в тяжёлом весе (2005—2007)
Рей Мистерио объединился с Батистой и вместе они победили MNM на SmackDown! 16 декабря 2005 года, выиграв титул командных чемпионов WWE. 30 декабря MNM, воспользовавшись условием о реванше, победили Батисту и Мистерио после вмешательства Марка Генри и вернули себе командный титул.
13 января 2006 года на SmackDown! Мистерио участвовал в королевской битве 20 человек за вакантный титул чемпиона мира в тяжелом весе, но был элиминирован Марком Генри. 29 января на Royal Rumble Рей, выйдя на ринг под номером 2, выиграл «Королевскую битву», выкинув последним Рэнди Ортона. Также Мистерио установил 2 рекорда: продолжительность нахождения на ринге (62 минуты) и самый лёгкий рестлер (75 кг). Но уже на No Way Out проигрывает претендентство тому же Ортону. Однако по решению Тедди Лонга, на WrestleMania XXII состоялся трёхсторонний матч: Рей Мистерио против Курта Энгла против Рэнди Ортона. На WrestleMania Мистерио победил Ортона и стал новым чемпионом мира в тяжелом весе.
Мистерио быстро вступил во вражду с чемпионом Соединенных Штатов WWE Джоном «Брэдшоу» Лейфилдом. Соперничество началось после того, как Лейфилд, празднуя получение титула США, заявил, что он заслуживает титула чемпиона мира в тяжелом весе. Мистерио сохранил свой титул против Лейфилда на Judgment Day. Лейфилд поклялся, что если он не выиграет матч-реванш с Мистерио, то уйдет со SmackDown!. Мистерио сохранил титул, заставив Лейфилда уйти со SmackDown!. На One Night Stand у Мистерио была запланирована защита против рестлера ECW Сабу. На One Night Stand Мистерио сохранил титул, после того как его и Сабу признали неспособными продолжать бой. Затем Мистерио сохранил свой титул в матче против Марка Генри, победив по дисквалификации после того, как Чаво Герреро передал Генри стул, а Мистерио сделал вид, что его ударили — тактика, которой был известен Эдди Герреро.
Мистерио начал вражду с Королем Букером после того, как Букер выиграл королевскую битву, чтобы стать претендентом номер один на титул чемпиона мира в тяжелом весе. 23 июля на The Great American Bash Мистерио проиграл титул после того, как Чаво Герреро вмешался в матч и ударил его стальным стулом. На SummerSlam Мистерио проиграл Герреро после того, как Вики Герреро попыталась остановить бой, но случайно сбила Мистерио с верхнего каната. 20 октября 2006 года на SmackDown! Герреро бросил вызов Мистерио на матч «Я сдаюсь», в этом матче (который Мистерио проиграл) Чаво травмировал колено Мистерио, чтобы на некоторое время вычеркнуть Мистерио из сюжетов WWE для операции на колене.
26 августа 2007 года Мистерио вернулся на ринг на SummerSlam, победив Чаво Герреро. 31 августа на SmackDown! Мистерио выиграл право стать претендентом № 1 на титул чемпиона мира в тяжелом весе, победив Батисту и Финли. Мистерио начал вражду с Великим Кали, которая привела к матчу за звание чемпиона мира в тяжелом весе на Unforgiven. Позднее матч в матч добавили Батисту, который его и выиграл.

#### Разные сюжеты (2007—2009)
Затем Мистерио начал вражду с Финли, противником, которого выбрал Джон «Брэдшоу» Лейфилд. Соперничество было обозначено как «Fight vs. Flight», противопоставляя стили борьбы обоих рестлеров — физическую силу Финли против полётов Мистерио.

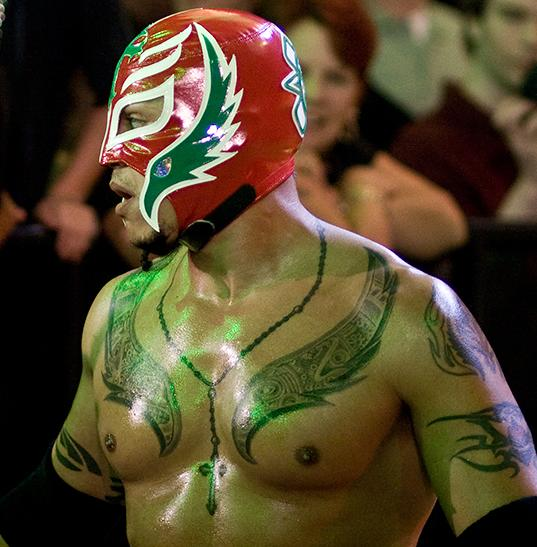
Мистерио в ноябре 2008 года.

4 января 2008 года Мистерио вновь стал претендентом на титул чемпиона мира в тяжёлом весе в эпизоде SmackDown!, получив шанс встретиться с Эджем на Royal Rumble. Ему не удалось завоевать титул чемпиона. 14 февраля официальный сайт WWE объявил, что Мистерио получил травму бицепса во время зарубежного турне. Несмотря на травму, Мистерио встретился с Эджем в матче-реванше за титул на No Way Out, но снова проиграл. 22 февраля Мистерио объявил, что травма выведет его из строя как минимум на шесть месяцев, и в итоге в течение месяца он перенес три операции.
23 июня 2008 года Мистерио вернулся на Raw, став первым рестлером, который был задрафтован со SmackDown на Raw. Мистерио дебютировал на Raw 7 июля, победив Сантино Мареллу после 619. Генеральный менеджер Майк Адамли объявил, что Джон Сина получил травму и что Мистерио заменит его в чемпионском матче на Unforgiven. Матч выиграл Крис Джерико. Мистерио поставил свою маску на кон в одиночном матче с Кейном на No Mercy, который он выиграл по дисквалификации после того, как Кейн атаковал его стальным стулом. Он снова победил Кейна на Cyber Sunday, на этот раз в матче без правил.
Мистерио принял участие в «Королевской битве» на Royal Rumble 2009, войдя в него первым и проведя в нём 49 минут и 24 секунды, после чего был элиминирован Биг Шоу. На следующий вечер на Raw он квалифицировался на матч Elimination Chamber за звание чемпиона мира в тяжелом весе на No Way Out, но был элиминирован Эджем, когда они остались последними участниками матча.

#### Интерконтинентальный чемпион (2009—2010)
Джон «Брэдшоу» Лейфилд принял вызов Мистерио на бой за титул интерконтинентальный чемпиона WWE на WrestleMania 25, который Мистерио выиграл за 21 секунду. Эта победа сделала Мистерио 21-м чемпионом Тройной короны в истории WWE. Во время драфта 2009 года Мистерио был переведен на SmackDown, в результате чего интерконтинентальный титул стал эксклюзивным для SmackDown впервые с августа 2002 года. Мистерио начал длительную вражду с Крисом Джерико, успешно защитив свой титул на Judgment Day. На Extreme Rules Джерико удалось снять маску с Мистерио и победить его в бою за титул интерконтинентального чемпиона. В результате Мистерио и Джерико были заявлены на матч «Титул против маски» на The Bash, в котором Мистерио вышел из поединка победителем, обманув Джерико второй маской. Затем он начал вражду с Дольфом Зигглером, победив его на Night of Champions и SummerSlam. 2 августа WWE объявила, что Мистерио будет отстранен на 30 дней за нарушение антидопинговой политики компании. В интервью мексиканской газете Record Мистерио заявил, что его отстранили из-за лекарства, которое он использовал для лечения колена и руки. Мистерио заявил, что у него был рецепт на это лекарство, но он не смог вовремя предоставить его, так как был в отпуске и участвовал в туре. 4 сентября на SmackDown Мистерио проиграл титул интерконтинентального чемпиона WWE Джону Моррисону.
Мистерио вернулся после отстранения на Hell in a Cell, объединившись с бывшим партнером по команде Батистой, чтобы сразиться с «Джери-Шоу» (Крис Джерико и Биг Шоу) за объединённый титул командных чемпионов WWE, но им не удалось завоевать титулы. На Bragging Rights Мистерио не удалось завоевать титул чемпиона мира в тяжелом весе в матче с участием Батисты, Си Эм Панка и Гробовщика. После матча Батиста напал на Мистерио, положив конец их союзу. Мистерио встретился с Батистой на Survivor Series, где проиграл после того, как Батиста провел против него три «Бомбы Батисты» и рефери остановил матч. 11 декабря на SmackDown Мистерио снова проиграл Батисте в уличной драке. Через неделю Мистерио победил Батисту и был назван претендентом номер один на титул чемпиона мира в тяжелом весе, но его матч за титул против Гробовщика закончился без результата после вмешательства Батисты. 1 января 2010 года Мистерио принял участие в турнире Beat the Clock за право на матч за титул чемпиона мира в тяжелом весе на Royal Rumble. В турнире Beat the Clock он победил своего бывшего соперника Криса Джерико и помешал Батисте побить его время, вмешавшись в его матч. Это привело к тому, что на следующей неделе между ними состоялся матч, который также закончился безрезультатно после вмешательства Гробовщика. На следующей неделе в повторном матче Мистерио победил Батисту в матче в стальной клетке, но не смог завоевать чемпионство на Royal Rumble.
После Royal Rumble Мистерио квалифицировался на матч за титул чемпиона мира в тяжелом весе на Elimination Chamber. За несколько недель до этого события Мистерио начал вражду с Си Эм Панком, в которой также участвовала группировка Панка Straight Edge Society. Во время матча Elimination Chamber Мистерио элиминировал Панка, но в итоге был устранен Джоном Моррисоном. Мистерио продолжил вражду с Панком, проиграв ему отборочный матч Money in the Bank и победив члена SES Люка Галлоуса. Во время празднования девятого дня рождения дочери Мистерио, Панк прервал его, насмехаясь над Мистерио и бросив ему вызов на матч на WrestleMania XXVI, который Мистерио позже принял. Позже Панк добавил условие, что если Мистерио проиграет на WrestleMania XXVI, то он будет вынужден вступить в Straight Edge Society. Однако Мистерио победил Панка. Пять дней спустя на SmackDown Панк вызвал Мистерио на ещё один матч на Extreme Rules с условием, что в случае победы Мистерио Панку побреют голову. На Extreme Rules Мистерио проиграл Панку. На шоу Over the Limit Мистерио снова встретился с Панком, причем оба предыдущих условия были на кону — вступление Мистерио в Straight Edge Society и волосы Панка. Мистерио победил Панка, в результате чего Панк был обрит налысо.

#### Чемпион WWE (2010—2011)
28 мая 2010 на SmackDown Мистерио не смог получить право на участие в матче за титул чемпиона мира в тяжелом весе на шоу Fatal 4-Way. Гробовщик получил реальную травму во время матча, и для объяснения его отсутствия на телевидении была представлен сюжет, в котором говорилось, что он был найден в вегетативном состоянии своим братом Кейном. 4 июня на SmackDown Мистерио выиграл «Королевскую битву», чтобы получить место Гробовщика на Fatal 4-Way и победил Джека Сваггера, Биг Шоу и Си Эм Панка, чтобы во второй раз завоевать титул чемпиона мира в тяжелом весе. На Money in the Bank Мистерио победил Сваггера, чтобы сохранить титул, однако после матча Сваггер напал на него. Кейн, который ранее тем же вечером выиграл матч Money in the Bank, получил право на титул и быстро победил Мистерио, завоевав титул чемпиона мира в тяжелом весе. Позже Кейн обвинил Мистерио в вымышленных травмах Гробовщика. Кейн победил Мистерио на SummerSlam памятным, но Гробовщик вернулся, чтобы оправдать Мистерио и обвинить Кейна.
Пять дней спустя, 20 августа на SmackDown, Мистерио проиграл дебютировавшему Альберто Дель Рио. 8 октября на SmackDown Мистерио победил Дель Рио, тем самым завершив его беспроигрышную серию. Его вражда с Дель Рио достигла кульминации 7 января 2011 года на SmackDown в матче «Две победы из трёх», который Дель Рио выиграл.
21 января 2011 года на SmackDown Мистерио победил Коди Роудса. Во время матча он сломал Роудсу нос, когда ударил Роудса приемом 619 с открытой коленной скобой, что положило начало вражде. Мистерио принял участие в «Королевской битве» на Royal Rumble, но был элиминирован Уэйдом Барреттом. Пять дней спустя на SmackDown Мистерио получил право на участие в матче за звание чемпиона мира в тяжелом весе на Elimination Chamber, победив Джека Сваггера. На Elimination Chamber он дошел до финальной двойки, но был элиминирован Эджем. 25 февраля на SmackDown Мистерио был атакован Коди Роудсом и его отцом Дасти Роудсом, в результате чего Коди снял с Мистерио маску. На WrestleMania XXVII Мистерио победил Роудса в одиночном матче. Мистерио победил Роудса в матче-реванше на SmackDown 23 апреля и на Extreme Rules в матче с удержаниями где угодно, положив конец вражде.
В апреле на драфте 2011 года Мистерио был отправлен на Raw. В мае Мистерио начал враждовать с Си Эм Панком. Кульминацией вражды стал одиночный матч 19 июня на Capitol Punishment, из которого победителем вышел Панк. 17 июля на Money in the Bank Мистерио не смог взять портфель, так как матч выиграл старый соперник Альберто Дель Рио. На следующий вечер на Raw Мистерио принял участие в турнире за вакантный титул чемпиона WWE и вышел в финал. 25 июля на Raw Мистерио победил в финале Миза и завоевал свой первый титул чемпиона WWE, но позже в тот же вечер проиграл его Джону Сине. 15 августа на Raw Мистерио получил матч-реванш за титул чемпиона WWE против нового чемпиона — Альберто Дель Рио, но проиграл. В конце августа Мистерио получил травму.

#### Команда с Син Карой (2012—2013)
26 апреля 2012 года WWE сообщила, что Мистерио был отстранен от работы на 60 дней из-за второго нарушения им антидопинговой политики, и что срок его отстранения истекает 25 июня.
После почти годичного отсутствия Мистерио вернулся на Raw 16 июля, спасая Зака Райдера от его старого соперника — Альберто Дель Рио. 19 августа на SummerSlam Мистерио безуспешно бросил вызов Мизу за титул интерконтинентального чемпиона WWE. Во время матча Мистерио получил сотрясение мозга, из-за чего неделю был неактивен, но вернулся на SmackDown 31 августа. 16 сентября на Night Of Champions Мистерио снова не смог отобрать интерконтинентальный титул у Миза. На следующий день на Raw Мистерио и Син Кара объединились, чтобы победить Примо и Эпико в командном матче, после чего на них напали The Prime Time Players (Даррен Янг и Титус О’Нил). По словам Мистерио, он принял решение покинуть WWE, когда не увидел перспектив в команде с Син Карой. В октябре Мистерио и Син Кара приняли участие в турнире по определению претендентов на титул командных чемпионов WWE, победив Примо и Эпико в первом раунде и Prime Time Players в полуфинале. Мистерио и Син Кара должны были встретиться с командой Коди Роудса и Дэмиена Сэндоу 15 октября, но матч был отложен из-за того, что Мистерио страдал от последствий желудочного гриппа. Финал состоялся на следующей неделе, 22 октября, где Мистерио и Син Кара проиграли. 16 декабря на TLC: Tables, Ladders & Chairs Мистерио и Син Кара проиграли команде Коди Роудса и Дэмиена Сэндоу в матче со столами за право претендовать на титул командных чемпионов WWE. Два дня спустя на SmackDown Мистерио был выведен из строя из-за сюжетной травмы, когда на него и Син Кару напали «Щит». Это было использовано, чтобы убрать их с телевидения, так как Мистерио взял отпуск, а Син Кара перенес операцию на колене. Мистерио вернулся 27 января 2013 года на Royal Rumble, войдя в него под четырнадцатым номером, но был элиминирован Уэйдом Барреттом. В марте Мистерио взял ещё один отпуск из-за травмы колена, которую сюжетно объяснили как нападение Марка Генри.

#### Последние сюжеты и уход (2013—2015)
Спустя восемь месяцев Мистерио в составе испанской комментаторской группы на Hell in a Cell. 18 ноября 2013 на Raw Мистерио спас Си Эм Панка и Дэниела Брайана от нападения «Семьи Уайатта» и «Настоящих американцев» (Джек Сваггер и Антонио Сезаро), что привело к тому, что Мистерио стал участником матча команд на Survivor Series, в котором команда Мистерио проиграла после того, как он был уничтожен элиминирован Романом Рейнсом. На TLC: Tables, Ladders and Chairs Мистерио в команде с Биг Шоу не смогли отобрать командные титулы у Коди Роудса и Голдаста. 26 января 2014 на Royal Rumble года Мистерио вошел на «Королевскую битву» под номером 30, но был элиминирован Сетом Роллинсом. На WrestleMania XXX Мистерио участвовал в королевской битве памяти Андре Гиганта, но был элиминирован Сезаро. Он появился на Raw 7 апреля, проиграв вернувшемуся Бэд Ньюс Барретту, после чего решил взять отпуск, чтобы залечить травму запястья.
Во время перерыва сообщалось, что Мистерио хотел покинуть WWE, но промоушен продлил его контракт без его согласия. Мистерио не вернулся в WWE, а вместо этого появился в видеообращении на шоу AAA Triplemanía XXII и также посетил Lucha Underground. 26 февраля 2015 года WWE официально объявила, что контракт Мистерио с WWE истек, завершив его почти 13-летнее пребывание в компании.

### Возвращение в AAA (2015—2016)
3 марта 2015 года, через пять дней после увольнения из WWE, было объявлено, что Мистерио согласился работать в Lucha Libre AAA Worldwide впервые с 1995 года. Официальное возвращение на ринг произошло на шоу Rey de Reyes, где Рей Мистерио и Мизтезис (бывший Мистико, оригинальный Син Кара) победили Эль Ихо дель Перро Агуайо и Пентагона-младшего.

#### Инцидент с Перро Агуайо-младшим
20 марта 2015 года Мистерио вместе с Экстремальным Тигром участвовал в командном матче против Перро Агуайо-младшего и Маника. Мистерио сделал победное удержание Манику, в то время как все участники не понимали, что Агуайо мёртв (а не просто в нокауте) после того, как Мистерио ударил Агуайо дропкиком в средний канат. Затем Мистерио попытался провести 619 на Агуайо и Маника, но не попал. Агуайо был срочно доставлен в больницу, врачи пытались привести его в чувство, но в час ночи 21 марта официально констатировали его смерть.

### Lucha Underground (2015—2018)
12 декабря 2015 года, Мистерио подписал контракт с Lucha Underground и появится во втором сезоне. 10 января 2016 года Мистерио с Драконом Ацтекой-младшим и Принцем Пумой выиграли чемпионство трио Lucha Underground.
Мистерио был участником второго матча Aztec Warfare и был уничтожен победителем — Матанзой. 31 января 2016 года на Ultima Lucha Dos Рей Мистерио победил Принца Пуму в одиночном матче. Мистерио победил Чаво Герреро-младшего. 9 апреля 2016 года Мистерио участвовал в матче Aztec Warfare, где он устранил Матанзу Куэто, после чего был элиминирован Джонни Мундо.
В конце третьего сезона Мистерио был заперт в клетке вместе с Матанзой Куэто, что означало, что он был убит и не вернется в четвёртом сезоне. Было подтверждено, что Мистерио не вернется в четвёртом сезоне, так как он решил не продлевать свой контракт с Lucha Underground.

### New Japan Pro-Wrestling (2018)
Рей Мистерио дебютировал в New Japan Pro-Wrestling (NJPW) 9 июня 2018 года на шоу Dominion 6.9. Мистерио объединился с Дзюсином Громом Лайгером и Хироси Танахаси, проиграв Bullet Club в составе Коди, Марти Скёрлла и Адама Пейджа.

### Второе возвращение в AAA (2018)
3 июня 2018 года Мистерио вернулся в Lucha Libre AAA Worldwide (AAA) на шоу Verano de Escándalo, приняв участие в трехстороннем матче за чемпионство AAA Mega против Рея Вегнера и Джеффа Джарретта, в котором победил Джарретт.

### Возвращение в WWE (2018—н.в.)

#### Чемпион Соединённых Штатов (2018—2020)
28 января 2018 года Рей Мистерио вернулся в WWE на Royal Rumble. Он вышел под 27 номером, продержался на ринге 9 минут 39 секунд, после был элиминирован Финном Балором. 27 апреля на шоу Greatest Royal Rumble в Саудовской Аравии принял участие в «Королевской битве» 50-ти человек, но был элиминирован Бароном Корбином.
19 сентября 2018 года было подтверждено, что Мистерио подписал двухлетний контракт с WWE.
16 октября, на 1000-м эпизоде SmackDown, Мистерио принял участие в своем первом одиночном матче в компании с апреля 2014 года, в котором он победил Шинске Накамуру, чтобы получить право на участие в турнире WWE World Cup. На шоу Crown Jewel в Саудовской Аравии участвовал в турнире за звание «Лучшего в мире», в турнире победил Рэнди Ортона, но во втором раунде проиграл Мизу, выбыв из турнира. На Survivor Series 2018 участвовал в матче 5-на-5, в котором сражалась команда Raw против команды SmackDown, в том матче команда Raw одержала победу. Позже Мистерио начал вражду с Рэнди Ортоном, который сорвал с лица Мистерио маску. На TLC: Tables, Ladders & Chairs Мистерио победил Ортона в матче со стульями.
27 января 2019 года на Royal Rumble, Мистерио вошел в матч Royal Rumble под номером 25, но был элиминирован Ортоном. На Fastlane участвовал в матче за титул чемпиона Соединённых Штатов WWE против Самоа Джо, Андраде и R-Truth, но потерпел поражение. 12 марта на SmackDown Мистерио победил Само Джо в командном матче, что дало Мистерио возможность стать претенентом на титул чемпиона Соединенных Штатов. На WrestleMania 35 он был побежден Самоа Джо за 1 минуту. 15 апреля Мистерио был переведен на бренд Raw. На Money in the Bank Мистерио победил Самоа Джон и впервые выиграл титул чемпиона Соединённых Штатов WWE, став 21-м чемпионом Большого шлема WWE. 3 июня на Raw Мистерио объявил, что через неделю он откажется от титула из-за травмы, полученной в результате послематчевого избиения Джо. Мистерио вернулся после травмы 8 июля, где его победил Бобби Лэшли. В августе Мистерио начал говорить о своем уходе из спорта из-за многочисленных поражений и травм, а его сын, Доминик, пытался убедить его не сдаваться.

Мистерио с сыном Домиником на Clash at the Castle, сентября 2022 года

23 сентября на Raw Мистерио выиграл матч на выбывание, в результате которого получил возможность сразиться за титул чемпиона Вселенной WWE с Сетом Роллинсом. Однако на следующей неделе на Raw Мистерио и Доминик были жестоко атакованы Броком Леснаром, что привело к сюжетной травме. 4 октября на SmackDown Мистерио помог дебютировавшему Кейну Веласкесу атаковать Леснара. На Crown Jewel Леснар победил Веласкеса болевым и продолжал держать того в захвате «Кимура» после завершения матча, пока Мистерио не атаковал Леснара стулом. На Survivor Series Мистерио проиграл Леснару, несмотря на вмешательство Доминика.

## Личная жизнь
У Гутьерреса и его жены Энджи двое детей: сын Доминик (род. 5 апреля 1997 года) и дочь Аалия (род. 20 августа 2001 года). У него есть татуировки с именами его детей на правом и левом бицепсах, татуировки, посвященные его жене Энджи, и татуировка с инициалами EG в честь его лучшего друга и коллеги-рестлера Эдди Герреро, который умер в 2005 году. Он набожный римский католик, часто перекрещивается перед матчами и имеет на теле множество религиозных татуировок, в первую очередь крест на груди, прикрепленный к четкам, а также другие кресты и аллюзии на Бога.

## Титулы и достижения

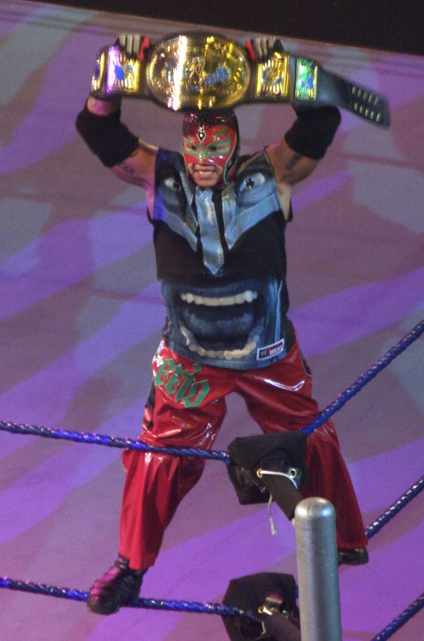
Рей Мистерио с Интерконтинентальным чемпионством

- Asistencia Asesoría y Administración / Lucha Libre AAA Worldwide
  - Мексиканский национальный чемпион трио (1 раз) — с Октагоном и Супер Муньеко[94]
  - Мексиканский национальный чемпион в полусреднем весе (1 раз)[95]
  - Lucha Libre World Cup (2015) — с Мизтезисом и Альберто Эль Патроном[96]
  - Зал славы AAA (2007)[97]
  - Текнико года (2015)[98]
- Catch Wrestling Europe
  - CWE World Grand Prix (2017)[99]
- Cauliflower Alley Club
  - Lucha Libre Award (2020)[100]
- Pro Wrestling Illustrated
  - PWI ставит его под № 4 в списке 500 лучших рестлеров 1999 год[101]
- World Wrestling Entertainment / WWE
  - Чемпион WWE (1 раз)[102]
  - Чемпион мира в тяжёлом весе (2 раза)[103]
  - Чемпион WWE в первом тяжёлом весе (8 раз)
  - Командный чемпион WWE (4 раза) — с Эджем (1 раз), с Робом Ван Дамом (1 раз), с Эдди Герреро (1 раз), с Батистой (1 раз)[104]
  - Победитель Королевской Битвы 2006
  - Интерконтинентальный чемпион WWE (2 раза)[105][106]
  - Чемпион Соединённых Штатов WWE (3 раза)
  - Командный чемпион WWE SmackDown (1 раз) — с Домиником Мистерио[107]
  - 14-й чемпион Большого шлема (в нынешнем формате, 21-й — в общем)
  - 21-й чемпион Тройной Короны
  - Зал славы WWE (2023)
- World Championship Wrestling
  - Чемпион WCW в первом тяжёлом весе (5 раз)
  - Командный чемпион мира WCW — с Билли Кидманом (1 раз), с Коннаном (1 раз), с Ювентудом Геррера (1 раз)
  - Командный чемпион WCW в первом тяжёлом весе— с Билли Кидманом (последние чемпионы)
- Wrestling Observer Newsletter
  - Лучший летающий рестлер (1995—1997, 2002—2004)
  - Лучший приём в рестлинге (1995) Сальто в «франкенштайнер» на полу
  - Матч года (2002) с Эджем против Криса Бенуа и Курта Энгла на WWE No Mercy
  - Самый выдающийся рестлер (1996)
  - Новичок года (1992)
  - Худшая вражда года (2008) с Кейном
  - Зал славы Wrestling Observer Newsletter (2010)
- World Wrestling Association
  - 3-кратный Чемпион WWA в полутяжёлом весе

### Luchas de Apuestas
| Ставка | Победитель             | Проигравший                   | Место проведения           | Дата проведения  | Примечания |
| ------ | ---------------------- | ----------------------------- | -------------------------- | ---------------- | ---------- |
| Маска  | Рей Мистерио-младший   | Мистер Кондор                 | Акапулько, Герреро         | 14 августа 1992  |            |
| Волосы | Рей Мистерио-младший   | Рокко Валенте                 | Тампико                    | 18 октября 1992  |            |
| Волосы | Рей Мистерио-младший   | Тони Арсе                     | Акапулько, Герреро         | 6 ноября 1992    |            |
| Маска  | Рей Мистерио-младший   | Эль Бандидо                   | Сантьяго-де-Керетаро       | 28 мая 1993      | [ Note 1 ] |
| Волосы | Рей Мистерио-младший   | Вулкано                       | Монтеррей, Нуэво-Леон      | 11 сентября 1993 |            |
| Маска  | Рей Мистерио-младший   | Мистериосо                    | Тихуана, Нижняя Калифорния | 19 декабря 1996  |            |
| Маска  | Рей Мистерио-младший   | Эдди Герреро                  | Лас-Вегас                  | 26 октября 1997  | [ Note 2 ] |
| Маска  | Кевин Нэш и Скотт Холл | Рей Мистерио-младший и Коннан | Окленд                     | 21 февраля 1999  | [ Note 3 ] |
| Маска  | Рей Мистерио           | Кейн                          | Портленд                   | 5 октября 2008   | [ Note 4 ] |
| Маска  | Рей Мистерио           | Крис Джерико                  | Сакраменто                 | 28 июня 2009     | [ Note 5 ] |
| Волосы | Си Эм Панк             | Рей Мистерио                  | Балтимор                   | 25 апреля 2010   | [ Note 6 ] |
| Волосы | Рей Мистерио           | Си Эм Панк                    | Детройт                    | 23 мая 2010      | [ Note 7 ] |

#### Комментарии
1. ↑  Поединок «Тройная угроза» с участием Ángel Mortal
2. ↑  Титул WCW Cruiserweight Championship Герреро против Маски Мистерио
3. ↑  Маска Рея Мистерио против маски Элизабет, которая руководила The Outsiders
4. ↑  Так как только Рей Мистерио носит маску, только его маска была поставлена на кон
5. ↑  Рей Мистерио поставил свою маску против титула Интерконтинентального чемпиона WWE Криса Джерико
6. ↑  Так как только у СМ Панка была прическа, только его волосы были поставлены на кон
7. ↑  Вступление Мистерио в общество Straight edge против волос СМ Панка